# Levone
Levone is een gemeente in de Italiaanse provincie Turijn (regio Piëmont) en telt 475 inwoners (31-12-2004). De oppervlakte bedraagt 5,4 km², de bevolkingsdichtheid is 88 inwoners per km².

## Demografie
Levone telt ongeveer 228 huishoudens. Het aantal inwoners steeg in de periode 1991-2001 met 10,3% volgens cijfers uit de tienjaarlijkse volkstellingen van ISTAT.
| Jaar | Inwoneraantal |
| ---- | ------------- |
| 1991 | 445           |
| 2001 | 491           |

## Geografie
Levone grenst aan de volgende gemeenten: Forno Canavese, Rivara, Rocca Canavese, Barbania.
1. ↑  https://demo.istat.it/?l=it.